# Штейман Ізраїль Соломонович

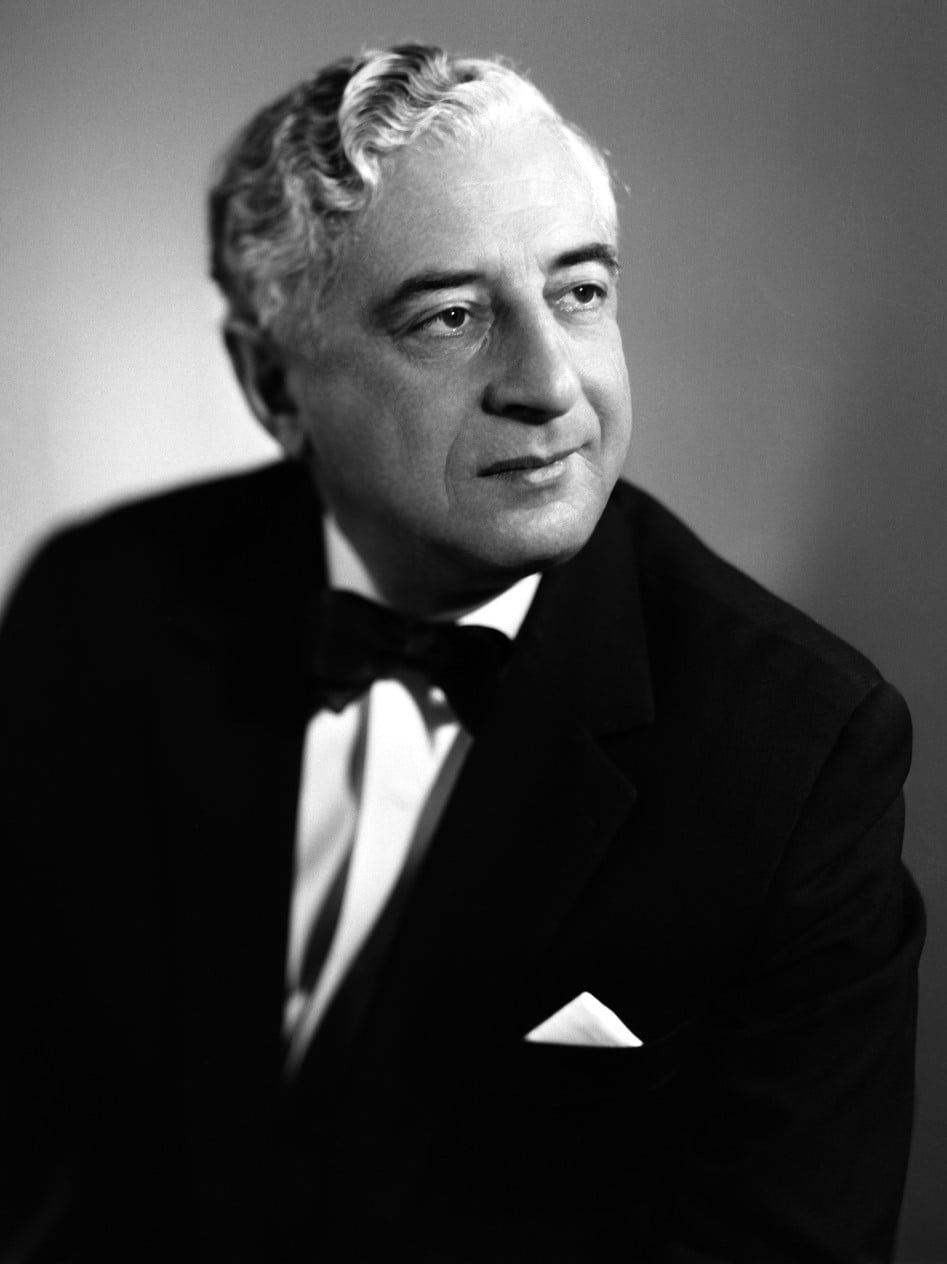

Ізраїль Соломонович Штейман (прізвище при народженні: Штейнман. 2 листопада 1901 — 16 вересня 1983, Харків) — радянський диригент, педагог, заслужений артист УРСР, професор.

## Біографічні дані
У 1928 закінчив Дніпропетровський музичний технікум з правами ВНЗ по класам скрипки та диригування.
В 1925-1926 — концертмейстер Дніпропетровського симфонічного оркестру.
В 1927-1930 — музичний керівник і диригент Дніпропетровського державного театру ім. Т. Шевченка.
В 1930-1931 — музичний керівник і диригент Ленінградського державного українського музично-драматичного театру «Жовтень».
У 1932-1941 – диригент Дніпропетровського державного театру опери та балету. Одночасно з 1934 – виклалач та
керівник оперного та симфонічного класів Дніпропетровського музичного училища.
В 1941-1944 (в евакуації) – диригент Об’єднаного Одеського та Дніпропетровського державного театру опери та балету в Красноярську.
В 1944-1982 – диригент Харківського державного академічного театру опери та балету ім. М. В. Лисенка.
В 1950–1953 – керівник оперного класу Харківського музичного училища.
Від 1947 до кінця життя викладав у Харківській консерваторії (Інституті мистецтв). З 1947 — старший викликладач, у 1966–1968 та 1973–1979 – завідувач кафедри оперної підготовки, з 1968 – доцент, з 1982 – професор-консультант кафедри оперної підготовки.
Серед учнів – народні артисти СРСР Н. Ткаченко, М. Манойло, Т. Альошина, Н. Суржина, народні артисти України В. Арканова, Л. Соляник, народні артистки Росії Л. Сергієнко, І. Журіна, заслужені артисти України В. Тришин, А. Резілова, М. Олійник, Ю. Данільчишин.

## Нагороди та звання
- Медаль «За доблісний труд у Великій Вітчизняній війні» (1945).
- Заслужений артист УРСР (1947).
- Професор (1978).

## Сім'я
Дружина: Конопльова Євгенія Олексіївна, хормейстер, заслужений діяч мистецтв УРСР, професор.